# Norvège aux Jeux olympiques d'été de 1952
La Norvège participe aux Jeux olympiques d'été de 1952, à Helsinki. Au total, 102 athlètes norvégiens (96 hommes et 6 femmes) participent à 72 compétitions dans 14 sports. Ils obtiennent cinq médailles : trois d'or et deux d'argent, en Tir et en Voile.

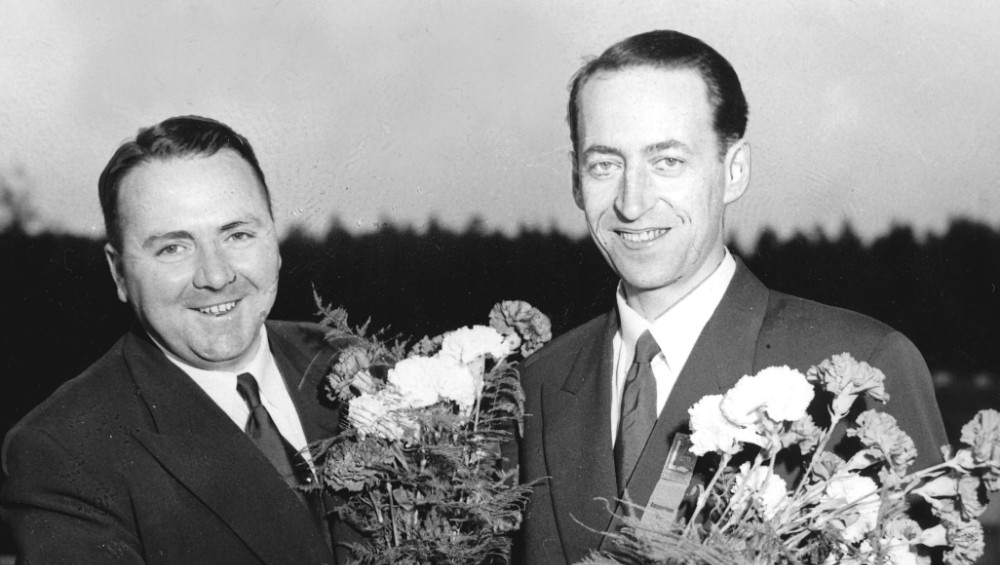
John Larsen et Erling Asbjørn Kongshaug tous deux champions olympiques en Tir

## Médailles
| Médaille | Discipline | Épreuve                       | Athlète                                                           | Performance | Date |
| -------- | ---------- | ----------------------------- | ----------------------------------------------------------------- | ----------- | ---- |
| Or       | Tir        | 50 m carabine trois positions | Erling Asbjørn Kongshaug                                          |             |      |
| Or       | Tir        | Tir au cerf courant à 100 m   | John Larsen                                                       |             |      |
| Or       | Voile      | Dragon                        | Sigve Lie Håkon Barfod Thor Thorvaldsen                           |             |      |
| Argent   | Voile      | 5.5 mètres                    | Peder Lunde Vibeke Lunde Børre Falkum-Hansen                      |             |      |
| Argent   | Voile      | 6 mètres                      | Finn Ferner Johan Ferner Erik Heiberg Carl Mortensen Tor Arneberg |             |      |